# 謝拉茲省
謝拉茲省（województwo sieradzkie）是波蘭歷史上的一個省，始於1975年。1999年1月1日被併入羅茲省。
1998年面積4,869平方公里。人口411,500人。首府謝拉茲。